# Пугачов Олег Валентинович
Оле́г Валенти́нович Пугачо́в (5 листопада 1964 — 20 квітня 2015) — солдат Збройних сил України, учасник російсько-української війни.

## Життєвий шлях
Народився в Мурманській області, виріс у сім'ї військового; 1980 року закінчив 8 класів жмеринської школи. Учасник війни в Афганістані, ліквідатор аварії на ЧАЕС. Працював на залізничному підприємстві, проживав у Жмеринці. Згодом служив у недержавній охороні, переніс інсульт, мав групу по інвалідності.
Добровольцем пішов на фронт у лютому 2015-го, розвідник, стрілець добровольчого батальйону «ОУН».
Загинув в ніч на 21 квітня 2015-го поблизу селища Піски Ясинуватського району внаслідок обстрілу опорного пункту 120-мм мінами з боку російських збройних формувань. Тоді полягли Олег Пугачов та вояк 93-ї бригади Максим Єфімчук, ще один військовик зазнав поранення.
Без Олега лишилися дружина, дорослий син, брат; за тиждень після смерті Пугачова народилася внучка.
25 квітня 2015-го із Олегом попрощалися у Жмеринці, похований в селі Станіславчик.

## Нагороди
- Орден «За мужність» III ступеня (12.03.2021, посмертно) — за особисту мужність, виявлену у захисті державного суверенітету та територіальної цілісності України, самовіддане служіння Українському народу.[1]

## Вшанування
- у вересні 2016 року в жмеринській школі-ліцеї відкрито меморіальну дошку Олегу Пугачову